# Corinna Lechner

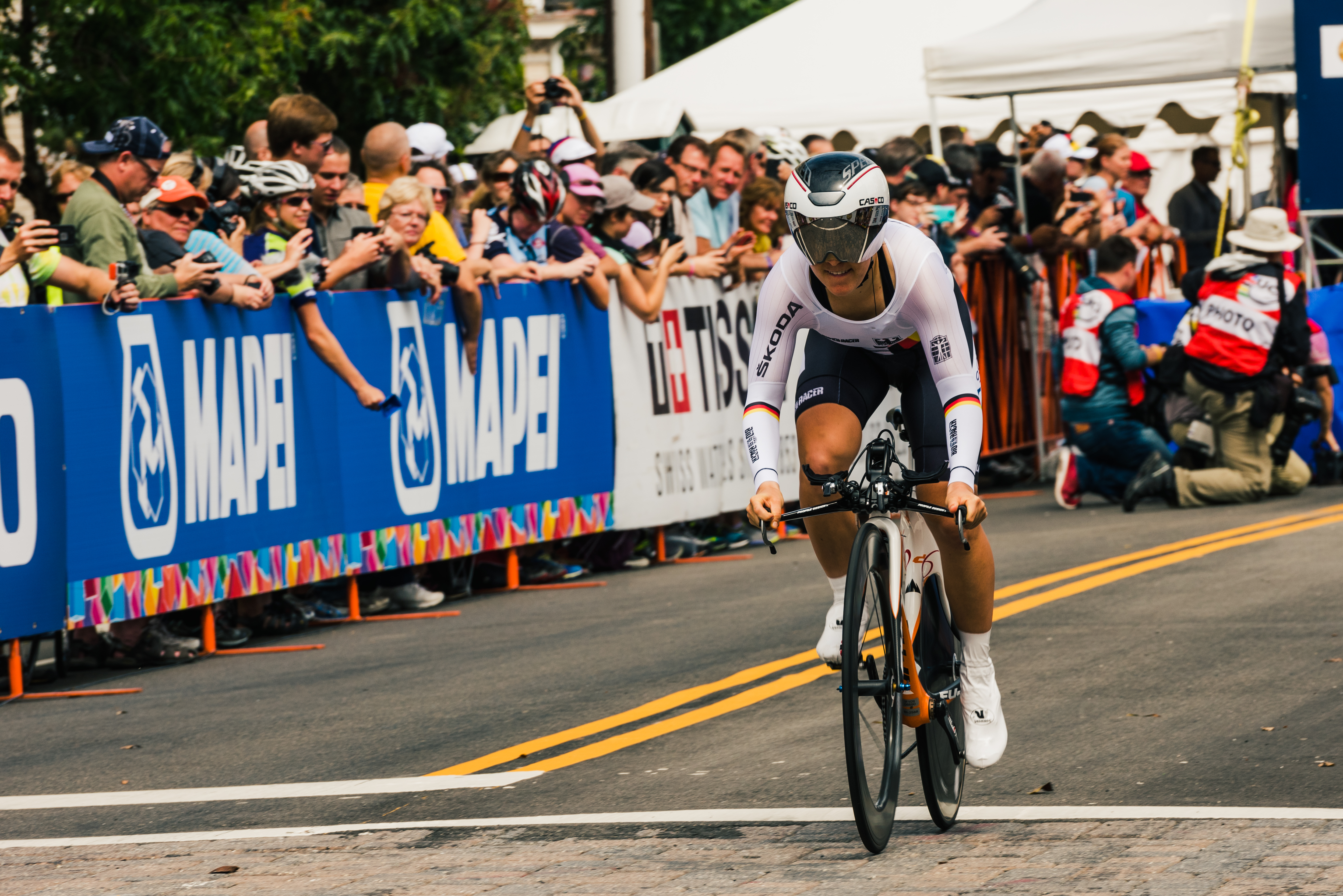
Lechner im Einzelzeitfahren der WM 2015

Corinna Lechner (* 10. August 1994 in Fürstenfeldbruck) ist eine deutsche Radrennfahrerin.

## Sportliche Laufbahn
2012 wurde Corinna Lechner deutsche Junioren-Meisterin im Einzelzeitfahren, im Straßenrennen belegte sie Rang drei. Bei den Straßen-Weltmeisterschaften im selben Jahr wurde sie Achte im Zeitfahren der Juniorinnen sowie 27. im Straßenrennen. 2014 belegte sie Rang drei in der Gesamtwertung der Rad-Bundesliga und wurde für die Straßenradsport-Weltmeisterschaften 2014 in Ponferrada nominiert, musste aber im Straßenrennen aufgeben.
Bei den Straßenradsport-Europameisterschaften der Junioren/U23 2015 errang Lechner die Bronzemedaille im Einzelzeitfahren.
2017 und 2018 belegte sie mit ihrem Team im Mannschaftszeitfahren der Frauen-Elite der Straßenweltmeisterschaften Rang sieben. 2021 gewann sie eine Etappe und die Punktewertung der Tour de Feminin – O cenu Českého Švýcarska und wurde Gesamtdritte. Sie gehörte zur deutschen Mannschaft, die bei den Straßen-Europameisterschaften in der Mixed-Staffel die Silbermedaille gewann.
2016, 2021 und 2022 belegte Lechner bei im Einzelzeitfahren der deutschen Straßenmeisterschaft Platz vier. 2024 gewann sie die Gesamtwertung der Etappenfahrt Gracia Orlová, und sie entschied die Rad-Bundesliga für sich.

## Erfolge
2012
- Deutsche Junioren-Meisterin – Einzelzeitfahren
- Deutsche Junioren-Meisterschaft – Straßenrennen
- Deutsche Junioren-Meisterschaft – Berg

2015
- U23-Europameisterschaft – Einzelzeitfahren

2017
- Deutsche Meisterschaft – Berg

2018
- Deutsche Meisterschaft – Straßenrennen

2021
- Europameisterschaft – Mixed-Staffel
- eine Etappe und Punktewertung Tour de Feminin – O cenu Českého Švýcarska

2024
- Gesamtwertung und eine Etappe Gracia Orlová